# Rivula furcifera
Rivula furcifera är en fjärilsart som beskrevs av George Francis Hampson 1907. Rivula furcifera ingår i släktet Rivula och familjen nattflyn. Inga underarter finns listade.